# Claes Reimerthi
Claes Reimerthi (né le 12 janvier 1955 à Ystad et mort le 23 juillet 2021 dans la même ville) est un scénariste de bande dessinée suédois. Il est principalement connu pour son travail sur la version suédois du Fantôme.

## Distinction
- 2001 : Prix Adamson du meilleur auteur suédois pour l'ensemble de son œuvre (avec Hans Lindahl)
- 2015 : Prix Unghunden pour sa contribution à la bande dessinée jeunesse en Suède